# Нисияма Соин

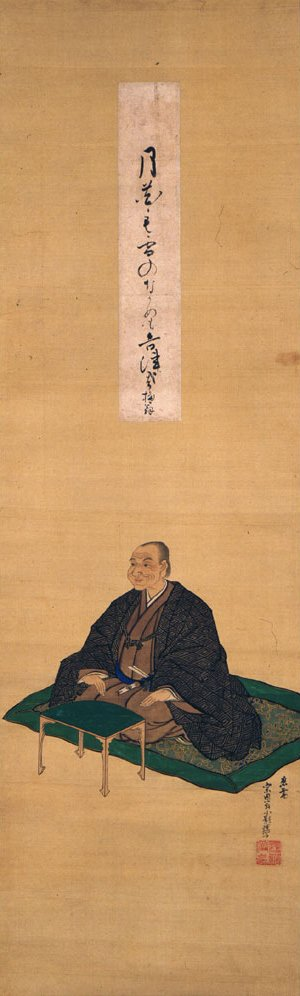
Нисияма Соин

Нисияма Соин или Сёин (西山 宗因, имя при рождении Нисияма Тоёити 西山 豊一, 28 марта 1605, провинция Хиго — 5 мая 1682, Киото) — японский поэт, основатель поэтической школы Данрин. Ввел в поэзию разговорную речь.
Учился поэтическому искусству в Киото и Осака. Его учителем был Мацунага Тэйтоку (1571—1653), который ввел в моду жанр «хайкай-но рэнга» («шуточные стихотворения-цепочки»).
Стал священником секты дзэн, центр которой был в городе Нагасаки. Был признанным мастером поэзии рэнга. Под влиянием своих учеников и последователей Соин увлекся на путь создания нового стиля — школы Данрин. Школа Данрин вступила в литературный спор с более академической школой Тэймон, основанной на острословии, и одержала победу в 1680 году.
Среди учеников Соина были знаменитый писатель Ихара Сайкаку, способный за один день сочинить тысячи строф, а также великий японский поэт Мацуо Басё. Однако Басё осуждал поспешность и небрежность некоторых сочинений школы Данрин.